# Campora
Campora község (comune) Olaszország Campania régiójában, Salerno megyében.

## Fekvése
A Cilento Nemzeti Park központi részén fekszik. Határai: Cannalonga, Gioi, Laurino, Moio della Civitella, Novi Velia és Stio.

## Története
Első írásos említése 1131-ből származik. Valószínűleg a szaracén fosztogatások elől menekülő tengerparti lakosok alapították. A következő századokban nemesi birtok volt. A 19. században vált önálló községgé, amikor a Nápolyi Királyságban felszámolták a feudalizmust. 

## Népessége
A népesség számának alakulása:

## Főbb látnivalói
- San Nicola-templom
- Madonna della Neve-templom